# مهدي خانلو
مهدي خانلو (بالإنجليزية: Mehdi Khanlu)‏ هي مستوطنة تقع في قسم آزادلو الريفي في إيران. يقدر عدد سكانها بـ 40 نسمة .